# Евенкійська кухня
Евенкійська кухня — страви корінного східносибірського народу евенків, що мають спільні риси з маньчжурською, якутською і монгольською кухнями. Певний вплив мали російська і українська кухні.

## Особливості
До XX ст. евенки добували на полюванні не більше того, що потрібно для харчування на невеликий відрізок часу. Тому вони не робили великих запасів продуктів, вживаючи зазвичай свіжі страви.
Але суворий клімат все ж змушував запасатися необхідною кількістю м'яса і риби в сушеному і в'ялена вигляді. Цей запас вживався в другій половині зими, коли важко ставало добувати дичину. Тому вживанні їжі було сезонне: навесні більше диких оленів (ізюбрів), лосів, рослин, мало дичини, влітку — риба та дичина (борсуків, білок, кабанів, видр, нерпу), ягоди, гриб, з початку осені — більше дичини, особливо ведмежатини та птахів, взимку — сушені рибу та м'ясо. Перевагу загалом віддавали дичині, а оленятину вживали в голодні періоди.
Евенки смажили, сушили, варили, коптили та смажили, а свіже м'ясо (улле) споживали сирим. Продукти перед приготування обробляли на спеціальному столі — чагідадун.
З 1930-х років до раціону поступово стали додаватися консерви, бобові, більше борошна, спецій, круп, з 1960-х років — рослинна олія, майонез, кондитерські вироби, шоколад, цукерки. У 1990-х років кількість продовольчих товарів, що закупалися зменшилося, поширення набула картопля.

## Продукти
Евенки були оленярів, тому оленина становила більшу частину їх раціону. Вони відмінно розбиралися в перевагах окремих частин туші. Грудинка (тинген), ребро (ептеле) і задня частина хребта (кунтукі) вважалися найкращими ласощами. Вживають в їжу субпродукти: кров, шлунок (гудії), серце (меван), нирки (бохокто), легені (евче), язик (інні), печінку (акін). Як правило, під час готування евенки використовують кров молодого оленя, попередньо висушивши її.
Велику популярність має сало (імуксе), яке готують різними способами і вживають протягом року. До складу традиційних страв завжди входить жир, для отримання якого іноді смажать кістки в котлах. Жир вживається з сушеним і потовчений м'ясом (телі). Сушене м'ясо з кістками відоме як типтун.
Крім того, застосовується багато дичини й риби (олло). Особливо у великій кількості з давен виловлювали та обробляли лососевих (кету, горбушу, форель), карпових, тайменів, окунів, щук і минів.
Оленяче молоко (укумні) має широке застосування, яке додають при приготуванні різних страв, а також з нього готують масло (імуре), вершки (чучугуй) і домашній сир (каняк). Цікавим є процес виготовлення традиційного евенкійського масла — молоко наливали в спеціальний посуд. Після цього його прикріплювали до оленя і в міру руху оленя масло збивалося саме.
Хліб (кілеєп) запозичено від європейських колоністів, який на тепер є важливою складовою кухні евенків. Зазвичай хлібні вироби представлені білим хлібом або прісними коржами (лєєпеесками).
З рослин використовуються ті, що збираються у лісі або степу — різні місцеві ягоди, горіхи і гриби, а також дикі цибуля і часник як спеції.
Цікавим є те, що евенки тривалий час застосовували цукор та сіль у незначній кількості, оскільки їх доводилося закупати в росіян чи китайців. Тому цукру й солі евенки шукали породні замінники. Лише з 1950-х років починається поступово більш широке їх використання.

## Страви

### Перші страви
Евенки полюбляють різні супи та бульйони, традиції яких були частково запозичені в монголів, росіян та українців. Цьому також сприяв клімат, що потрібно було вживати гарячу та наваристу їжу.
Поширені традиційні супи: хунгел з сушеного м'яса і крові, та тихемін з риби і ікри, що додається згодом. Влітку популярний суп з великих шматків м'яса з додаванням борошна та розтертих ягід.
З оленячого молока і борошна готується традиційна юшка (сілей). Також вживають наваристий бульйон з оленячих ніг. Від українських колоністів евенки запозичили страву щерба, але замість риби туди кладуть сушене м'ясо.
Популярні супи з крові. Особливо популярним є німін з оленятини, оленячого молока, крові, лохини.

### Другі страви
Оленину смажать, готують печеню, сушать, в'ялять. Серед смажених страв поширена чукін, яку готують декількома способами. Серце, нирки та легені також смажать. Часто готували дрібно нарубане м'ясо дикого звіра, змішане з субпродуктами і зварене або обсмажене в жиру.
Улюбленою стравою є умак, що готується з рубця. Крім того, тривалий час було популярне вживання свіжини оленя, м'ясо якого обмакували у свіжу кров. Вживається талака (струганина) з оленятини та риби, делікатесом вважається талака з печінки миня та рибна талака — з ленка, харіуса, тайменя й щуки. Також популярна страва з жиру оленя та оленини керчіме, що частково нагадує холодець.
Важливою частиною побуту евенків є страва севен, що готувалася часто на весіллях. Основним складником є варена ведмежатина.
Субпродукти, насамперед шлунок, печінка та язик, у вареному вигляді являють окремі страви. Варена печінка зветься хакін.
Можливо від маньчжурів було запозичено шашлик, що готується зі спини оленя, який вживають з приготованими кістковими мізками (уман). У евенків відомий також риб'ячий шашлик сілан.
З риби виготовляється страва дуктемі, коли філе риби нанизується на палички і сушиться над вогнем. Це святкова страва евенків. Над розпеченим вугіллям готується інша рибна страва сілавун. Копчене риба гапчанамі є частиною старовинної евенкійської кухні. Популярна як в інших сусідів юкола, яку вживають разом з чаєм.
Смачними та корисними є рибні страви султа і порса, які в стравоину часто брали з собою вояки та мисливці. Популярною є в'ялена ікра кололі, що вживають зазвичай взимку. Національною стравоює котлети ірівче з дрібно нарубаної риби. З тушеної або в'яленої риби готувають борошно (пурча або чаптилама), яке змішують з салом чи жиром, утворюючи своєрідний паштет. Від росіян та українців було запозичено соління риби.
Евенки варили, смажили, запікали гусячі і качині яйця. Диких птахів також смажили, варили або в'ялили.

### Десерти
З суміші ягід і молока готуються монти та менін, а зі сметани та ягід — куорчех, які завжди вважалися кращою стравою влітку. З молока оленя евенки отримували згущене молоко — моколдо. Курчик є своєрідним аналогом морозива, але більш рідким.
Незвичайним є інший десерт евенків — канига, для приготування якого використовують вміст вареного шлунка оленя в поєднані з ягодами і кров'ю оленя. він дуже багатий на корисні вітаміни.

## Напої
Тривалий час споживали лише березовий сік, оскільки традицій чай був доволі дорогим. Разом з тим вживали й рослинний чай (анікта) з листя брусниці чи смородини, кореня шипшини, гриба чаги. Молоко свійського оленя або масло з борошном і сіллю додають до чаю, завдяки цьому отримується страва сатуран.
Алкогольна продукція отримується лише через приватні магазини й особливим попитом не користується.

## Традиційне вживання
До середини XX століття зберігалися звичаї евенків, за якими спочатку їжу споживали чоловіки, а потім — жінки. Це є традиційним також для сусідніх народів.